# 天主教克拉科夫总教区
天主教克拉科夫總教區（波蘭語：Archidiecezja krakowska）是天主教會在波蘭南部設立的一個總教區，教座設於克拉科夫的瓦維爾主教座堂。若望保祿二世於1964年1月13日至1978年10月16日當選教宗前擔任該教區的總主教。

## 歷史
主曆1000年，從波茲南教區分設克拉科夫教區。1925年10月28日，升格為總教區。

## 現況
總教區於2011年時有1,559,000名教友（佔轄區總人口97.2%）、441個堂區、2,129名司鐸、1,725名修士、2,679名修女。現任總主教為瑪爾谷·延德拉謝夫斯基，榮休總主教為斯坦尼斯瓦夫·濟維齊樞機。教宗方濟各於2018年12月6日任命方濟各·希盧薩茨茲厄克和若望·馬斯塔爾斯基兩位為總教區的輔理主教。
以克拉科夫總教區為首的克拉科夫教省，轄區包括別爾斯科–日維茨、凱爾採、塔爾努夫等教區。

## 外部鏈結
- 克拉科夫總教區網站（页面存档备份，存于）